# Sophia Elisabet Brenner

18e-eeuws portret door Georg Engelhard Schröder

Sophia Elisabet Brenner, geboren Weber (Stockholm, 29 april 1659 – aldaar, 14 september 1730) was een Zweeds schrijver, dichter, salonnière en feministe. Ze kreeg een ongewoon hoge opleiding voor een vrouw in het 17e-eeuwse Zweden, en profileerde zich als beroepsauteur. Brenner vond weerklank in het buitenland en wordt beschouwd als de eerste vrouwelijke auteur van betekenis in Zweden.

## Leven
Haar ouders waren Niklas Weber, een bouwondernemer die uit Duitsland was geïmmigreerd, en Christina Carlsdotter Spoor, een Zweedse vrouw. Het gezin behoorde in Stockholm tot de hogere Duitssprekende burgerij. Opmerkelijk voor haar tijd stuurde haar vader haar naar de Duitse jongensschool van Stockholm, waar ze als enige meisje Latijn leerde, zij het mogelijk met een aangepast programma, geleid door de aanbevelingen van Juan Luis Vives. Later kreeg ze privéonderwijs van onder anderen K.A. Zellinius, voor wie ze in 1676 een begrafenisgedicht schreef.
In 1680 trad ze in het huwelijk met Elias Brenner, een koninklijk assessor, miniatuurschilder en numismaat. Samen kregen ze vijftien kinderen, waarvan slechts twee de volwassen leeftijd bereikten. Brenner stimuleerde zijn vrouw om verder te studeren en bracht haar Frans, Italiaans en Nederlands bij, bovenop haar beheersing van het Zweeds, Duits en Latijn. Ze was dus bekwaam in maar liefst zes talen. Na haar huwelijk werd ze een vooraanstaande gastvrouw van een literaire en artistieke kring. In haar salon ontving ze bekende persoonlijkheden zoals de actrice Aurora Königsmarck, de schilder Anna Maria Ehrenstrahl, de dichter Johan Runius en de arts-schrijvers Urban Hjärne, Haquin Spegel en Jacob Frese.

## Werk
Het werk van Sophia Elisabet Brenner verscheen vooral vanaf haar huwelijk. In de periode daarvoor is alleen haar begrafenisgedicht voor haar leraar bekend. Het grootste deel van haar gedichten bestond uit professionele gelegenheidspoëzie, geschreven ter gelegenheid van bruiloften, begrafenissen, politieke gebeurtenissen en allerlei vieringen. Andere thema's die ze aansneed waren huiselijke activiteiten en godsdienst. Tijdens de Grote Noordse Oorlog toonde ze haar patriottisme, maar ze schuwde ook niet om kritisch te reflecteren op de ontberingen van die oorlogstijd. Haar werken werden beïnvloed door het piëtisme en gebruikte ook ironie.
Brenner schreef niet voor financieel gewin, maar beschouwde zich wel als een beroepsschrijver. Haar gedichten stuurde ze naar vrienden en weldoeners. Ze liet zich inspireren door verschillende schrijvers, zoals de psalmschrijver Thomas Kingo, Samuel Columbus, Petrus Lagerlöf, Elizabeth Jane Weston en Anna Maria van Schurman. Uit patriottisme schreef ze de meeste gedichten in het Zweeds, hoewel het Duits ook prominent aanwezig was. Sommige gedichten waren geschreven in het Latijn, en enkele in het Italiaans of Frans.
Onder haar bekendere werken bevindt zich "Det Qwinliga Könetz rätmätige Förswar" (De gerechtvaardigde verdediging van het vrouwelijk geslacht) uit 1693, vermoedelijk  geïnspireerd door haar vriendschap met Aurora Köningsmarck. Ook wordt "Wårs Herres och Frälsares Jesu Christi alldraheligaste pijons historia" (Het Allerheiligste martelaarschap van onze Heer en Heiland Jezus Christus) uit 1710 tot haar beste werk gerekend. Opmerkelijk zijn ook haar kroningsgedicht voor koningin Ulrika Eleonora (1719) en haar ode aan de schilder Anna Maria Ehrenstrahl.
Tijdens haar leven verscheen een bundel met de titel "Poetiske dikter" (1713), en na haar overlijden werd een tweede gelijknamig deel toegevoegd (1732). Een ander literair aspect van Brenner was haar geleerde correspondentie met Otto Sperling in Kopenhagen.

## Feminisme
Brenner nam een duidelijk standpunt in binnen de feministische debatten van haar tijd. Ze pleitte ervoor dat vrouwen het recht hadden om hun eigen echtgenoot te kiezen en dat ze recht hadden op (thuis)onderwijs. Ze benadrukte dat vrouwen intellectueel niet inferieur waren aan mannen en dat de karakters van hun zielen niet onderdeden voor die van mannen. Met de steun van haar omgeving presenteerde ze zichzelf als het voorbeeld van de vrouwelijke geleerde. In haar bundel "Testimoniorum fasciculus" werd ze zelfs aangeduid als de "Tweede Sappho" en de "Tiende muze". Ze verklaarde dat haar activiteit als schrijver geenszins in conflict stond met haar verantwoordelijkheden als echtgenote en ouder.

## Eerbetoon
Het portret van Brenner wordt bewaard in de Statens porträttsamling van Gripsholm. Toen de collectie in 1822 werd geopend, was zij een van de zes vrouwen die erin waren vertegenwoordigd.

## Uitgave
- Letters of a learned lady. Sophia Elisabeth Brenner's correspondence, with an edition of her letters to and from Otto Sperling the Younger, ed. Elisabet Göransson, 2006. ISBN 9122021574

## Voetnoten
1. ↑  Elisabet Göransson, "Defining a subgenre. Aspects of imitation and intertextuality in the correspondence of learned women in early modern times", in: Acta Conventus Neo-Latini Upsaliensis, ed. A. Steiner-Weber, vol. II, 2012, p. 417
2. ↑  Letters of a learned lady. Sophia Elisabeth Brenner's correspondence, with an edition of her letters to and from Otto Sperling the Younger, ed. Elisabet Göransson, 2006, p. 28
3. ↑  Elisabet Göransson, "Defining a subgenre. Aspects of imitation and intertextuality in the correspondence of learned women in early modern times", in: Acta Conventus Neo-Latini Upsaliensis, ed. A. Steiner-Weber, vol. II, 2012, p. 416

- Bibsys: 7008205
- Bibliothèque nationale de France: cb16575087d (data)
- Gemeinsame Normdatei: 120063956
- International Standard Name Identifier: 0000 0000 5152 688X
- KulturNav: 7db4222d-d8b6-4618-9a19-9f82f57cde96
- Library of Congress Control Number: no2006132056
- Nationale Bibliotheek van Israël: 987007456431305171
- Nederlandse Thesaurus van Auteursnamen: 334005019
- LIBRIS: 42846
- Système universitaire de documentation: 146667123
- Virtual International Authority File: 45123310
- WorldCat: E39PBJvhkP4jBjCXTQhj9746rq